# بوباساکوآ
بوباساکوآ (به لاتین: Bobasakoa) یک منطقهٔ مسکونی در ماداگاسکار است که در آنتسینانا دوم واقع شده‌است. بوباساکوآ ۶٬۳۰۹ نفر جمعیت دارد و ۱۰ متر بالاتر از سطح دریا واقع شده‌است.